# Philip Ford
Philip Ford (16 de octubre de 1900 – 12 de enero de 1976) fue un director y actor cinematográfico de nacionalidad estadounidense.

## Biografía
Nacido en Portland (Maine), su verdadero nombre era Philip Feeney, aunque también utilizó los nombres artísticos Phil Ford y Phillip Ford.
Su padre era el actor y director Francis Ford, y su tío el director John Ford.
Ford inició su carrera de actor trabajando en el serial The Purple Mask (1916), dirigido por su padre. Hasta 1926 actuó en otras 15 producciones, y a partir de ese momento trabajó como ayudante de dirección de su tío John Ford. Más adelante él mismo dirigiría diferentes películas y episodios televisivos, sumando un total de 43 producciones desde 1945 a 1964.
Philip Ford falleció en Los Ángeles, California, en 1976, a causa de un cáncer. Fue enterrado en el Cementerio Forest Lawn Memorial Park de Cypress, California. 
Cypress.

## Filmografía

### Actor (filmografía completa)
acreditado como Phil Ford, salvo mención contraria
| - 1916 : The Purple Mask (serial), de Francis Ford y Grace Cunard - 1917 : The Mystery Ship (serial), de Francis Ford, Harry Harvey y Henry MacRae - 1918 : The Silent Mystery (serial, 15 episodios), de Francis Ford - 1919 : The Mystery of 13 (serial, 15 episodios), de Francis Ford - 1921 : The Great Reward (serial, 15 episodios), de Francis Ford - 1922 : The Milky Way, de W. S. Van Dyke - 1922 : According to Hoyle, de W. S. Van Dyke - 1922 : Thundering Hoofs, de Francis Ford | - 1922 : They're Off, de Francis Ford - 1922 : Storm Girl, de Francis Ford - 1922 : Heroes of the Street, de William Beaudine - 1924 : Pride of the Sunshine Valley, de William James Craft - 1925 : Perils of the Wild, de Francis Ford - 1925 : The Four from Nowhere, de Francis Ford - 1926 : Officer '444', de Francis Ford y Ben F. Wilson - 1926 : The Blue Eagle, de John Ford (acreditado como Phillip Ford) |

### Director (selección)
| - 1945 : The Tiger Woman - 1946 : The Last Crooked Mile - 1946 : The Mysterious Mr. Valentine - 1947 : Web of Danger - 1947 : The Wild Frontier - 1948 : The Bold Frontiersman - 1948 : Marshal of Amarillo - 1948 : Angel in Exile (codirigida con Allan Dwan) - 1949 : Powder River Rustlers - 1950 : Trial Without Jury | - 1951 : Missing Women - 1951 : Wells Fargo Gunmaster - 1951 : Rodeo King and the Senorita - 1951 : Utah Wagon Train - 1954 : The Adventures of Kit Carson, serie TV (2 episodios) - 1955 : Soldiers of Fortune, serie TV (1 episodio) - 1955 - 1958 : Lassie, serie TV (51 episodios) - 1956 - 1958 : Adventures of Superman, serie TV (8 episodios) - 1964 : Beware of the Dog, serie TV (6 episodios) |

### Ayudante de dirección (selección)
| - 1928 : Hangman's House, de John Ford - 1928 : Riley the Cop, de John Ford - 1929 : Love, Live and Laugh, de William K. Howard (acreditado como Phil Ford) - 1929 : Christina, de William K. Howard (acreditado como Phil Ford) - 1935 : Bad Boy, de John G. Blystone - 1936 : King of the Royal Mounted, de Howard Bretherton - 1936 : The Mandarin Mystery, de Ralph Staub | - 1938 : Come on, Rangers, de Joseph Kane - 1939 : The Night Riders, de George Sherman - 1940 : Gangs of Chicago, de Arthur Lubin - 1942 : Flying Tigers, de David Miller - 1943 : The Purple V, de George Sherman (acreditado como Phil Ford) - 1943 : In Old Oklahoma, de Albert S. Rogell - 1944 : The Fighting Seabees, de Edward Ludwig |